# Szálkás aloé
A szálkás aloé (Aristaloe aristata) az egyszikűek (Liliopsida) osztályának spárgavirágúak (Asparagales) rendjébe, ezen belül a fűfafélék (Asphodelaceae) családjába tartozó faj.
Korábban, azaz 2014-ig az aloé (Aloe) nemzetségbe volt besorolva, Aloe aristata név alatt.

## Előfordulása
A szálkás aloé eredeti előfordulási területe a Dél-afrikai Köztársaság és Lesotho. Az ember sikeresen betelepítette Franciaország területére is.